# Novîi Iarîciv
Novîi Iarîciv (în ucraineană Новий Яричів) este o așezare de tip urban din raionul Kameanka-Buzka, regiunea Liov, Ucraina. În afara localității principale, nu cuprinde și alte sate.

## Demografie
Componența lingvistică a așezării de tip urban Novîi Iarîciv
     Ucraineană (99,25%)
     Alte limbi (0,64%)
Conform recensământului din 2001, majoritatea populației așezării de tip urban Novîi Iarîciv era vorbitoare de ucraineană (99,25%), existând în minoritate și vorbitori de alte limbi.